# London Sinfonietta
London Sinfonietta er et engelsk kammermusikorkester som har specialiseret sig i samtidsmusik.
Orkesteret blev etableret i 1968 af Nicholas Snowman og David Atherton. 

## Eksterne links
- londonsinfonietta.org.uk

| Musik | Spire Denne musikartikel er en spire som bør udbygges. Du er velkommen til at hjælpe Wikipedia ved at udvide den. |